# Theta Arae
Theta Arae (θ Ara) es una estrella situada en la constelación de Ara de magnitud aparente +3,66.
Se encuentra, de acuerdo a la nueva reducción de los datos de paralaje de Hipparcos (4,01 ± 0,15 milisegundos de arco), a 813 ± 32 años luz del sistema solar.
Theta Arae es una supergigante azul de tipo espectral B2Ib.
Es semejante a Adhara (ε Canis Majoris) o a γ Arae, esta última en esta misma constelación, pero menos luminosa que estas. Tiene una temperatura efectiva de 18.500 K
Su diámetro angular es de 4,0 × 10-4 segundos de arco, lo que corresponde a un diámetro unas 20 veces más grande que el diámetro solar.
Gira sobre sí misma con una velocidad de rotación proyectada —límite inferior de la misma— de 98 km/s, por lo que dentro de su clase se la puede considerar un «rotor rápido».
Theta Arae es una estrella masiva, si bien no existe consenso en cuanto a su masa; un estudio da un valor de 8,9 ± 0,1 masas solares, mientras que otro eleva esta cifra hasta las 17 masas solares.
Tiene una edad de 28,2 ± 4,7 millones de años.